# Eindhoven Qualification Meet 2023
De Eindhoven Qualification Meet 2023 was een internationale zwemwedstrijd die gehouden werd van 6 tot en met 9 april 2023 in het Nationaal Zwemcentrum de Tongelreep in Eindhoven. De wedstrijden vonden plaats in een 50 meterbad. Deze wedstrijd was onderdeel van het kwalificatietraject, voor de Nederlandse zwemmers, richting de wereldkampioenschappen zwemmen 2023 in Fukuoka, de wereldkampioenschappen zwemmen 2024 in Doha en de Olympische Zomerspelen 2024 in Parijs.

## Programma
| S | Series | Goud | Finale |

| Ochtendsessie | 09:00 | Avondsessie | 17:00 |

| Onderdeel        | April | April | April | April | April | April | April | April |
| Onderdeel        | 6     | 6     | 7     | 7     | 8     | 8     | 9     | 9     |
| ---------------- | ----- | ----- | ----- | ----- | ----- | ----- | ----- | ----- |
| 50m vrije slag   |       |       |       |       |       |       | S     | Goud  |
| 100m vrije slag  |       |       |       |       | S     | Goud  |       |       |
| 200m vrije slag  | S     | Goud  |       |       |       |       |       |       |
| 400m vrije slag  |       |       |       |       |       |       | S     | Goud  |
| 800m vrije slag  |       |       |       |       | S     |       |       | Goud  |
| 1500m vrije slag | S     |       |       | Goud  |       |       |       |       |
| 50m rugslag      |       |       | S     | Goud  |       |       |       |       |
| 100m rugslag     |       |       |       |       | S     | Goud  |       |       |
| 200m rugslag     | S     | Goud  |       |       |       |       |       |       |
| 50m schoolslag   | S     | Goud  |       |       |       |       |       |       |
| 100m schoolslag  |       |       |       |       |       |       | S     | Goud  |
| 200m schoolslag  |       |       | S     | Goud  |       |       |       |       |
| 50m vlinderslag  |       |       |       |       |       |       | S     | Goud  |
| 100m vlinderslag |       |       | S     | Goud  |       |       |       |       |
| 200m vlinderslag | S     | Goud  |       |       |       |       |       |       |
| 200m wisselslag  |       |       |       |       | S     | Goud  |       |       |
| 400m wisselslag  |       |       | S     | Goud  |       |       |       |       |
| Totaal           | 4     | 4     | 5     | 5     | 3     | 3     | 5     | 5     |

| Onderdeel        | April | April | April | April | April | April | April | April |
| Onderdeel        | 6     | 6     | 7     | 7     | 8     | 8     | 9     | 9     |
| ---------------- | ----- | ----- | ----- | ----- | ----- | ----- | ----- | ----- |
| 50m vrije slag   |       |       |       |       |       |       | S     | Goud  |
| 100m vrije slag  |       |       |       |       | S     | Goud  |       |       |
| 200m vrije slag  | S     | Goud  |       |       |       |       |       |       |
| 400m vrije slag  |       |       |       |       |       |       | S     | Goud  |
| 800m vrije slag  |       |       |       |       | S     |       |       | Goud  |
| 1500m vrije slag | S     |       |       | Goud  |       |       |       |       |
| 50m rugslag      |       |       | S     | Goud  |       |       |       |       |
| 100m rugslag     |       |       |       |       | S     | Goud  |       |       |
| 200m rugslag     | S     | Goud  |       |       |       |       |       |       |
| 50m schoolslag   | S     | Goud  |       |       |       |       |       |       |
| 100m schoolslag  |       |       |       |       |       |       | S     | Goud  |
| 200m schoolslag  |       |       | S     | Goud  |       |       |       |       |
| 50m vlinderslag  |       |       |       |       |       |       | S     | Goud  |
| 100m vlinderslag |       |       | S     | Goud  |       |       |       |       |
| 200m vlinderslag | S     | Goud  |       |       |       |       |       |       |
| 200m wisselslag  |       |       |       |       | S     | Goud  |       |       |
| 400m wisselslag  |       |       | S     | Goud  |       |       |       |       |
| Totaal           | 4     | 4     | 5     | 5     | 3     | 3     | 5     | 5     |

## WK-kwalificatie 2023
De KNZB stelde onderstaande limieten vast voor deelname aan de wereldkampioenschappen zwemmen 2023 in Fukuoka, Japan. zes zwemmers en zeven zwemsters voldeden tijdens eerdere wedstrijden aan de kwalificatie-eisen. Kwalificatie is uitsluitend mogelijk via de Olympische nummers. De bondscoach zwemmen kan besluiten zwemmers na kwalificatie in te schrijven op niet-olympische onderdelen.
Tijdlijn
| Datum                     | Wedstrijd                                      | Plaats                                  |
| ------------------------- | ---------------------------------------------- | --------------------------------------- |
| 18-25 juni 2022           | Wereldkampioenschappen zwemsporten 2022        | Boedapest                               |
| 11-17 augustus 2022       | Europese kampioenschappen zwemmen 2022         | Rome                                    |
| 1-4 december 2022         | Rotterdam Qualification Meet 2022              | Rotterdam                               |
| 6-9 april 2023            | Eindhoven Qualification Meet 2023              | Eindhoven                               |
| 8-11 juni 2023            | Open Nederlandse kampioenschappen zwemmen 2023 | Amersfoort                              |
| 18 juni 2022-11 juni 2023 | Twee wedstrijden naar keuze per sporter        | Twee wedstrijden naar keuze per sporter |

Limieten
| Onderdeel        | Mannen   | Vrouwen  |
| ---------------- | -------- | -------- |
| 50m vrije slag   | 22,12    | 25,04    |
| 100m vrije slag  | 48,51    | 54,25    |
| 200m vrije slag  | 1.47,06  | 1.58,66  |
| 400m vrije slag  | 3.48,15  | 4.10,57  |
| 800m vrije slag  | 7.53,11  | 8.37,90  |
| 1500m vrije slag | 15.04,64 | 16.29,57 |
| 100m rugslag     | 54,03    | 1.00,59  |
| 200m rugslag     | 1.58,07  | 2.11,08  |
| 100m schoolslag  | 59,75    | 1.07,35  |
| 200m schoolslag  | 2.10,32  | 2.25,91  |
| 100m vlinderslag | 51,96    | 58,33    |
| 200m vlinderslag | 1.56,71  | 2.09,21  |
| 200m wisselslag  | 1.59,76  | 2.12,98  |
| 400m wisselslag  | 4.17,48  | 4.43,06  |

Overzicht behaalde WK-limieten
| Onderdeel        | Mannen                               | Mannen            | Vrouwen                                                   | Vrouwen                 |
| Onderdeel        | Naam                                 | Tijd              | Naam                                                      | Tijd                    |
| ---------------- | ------------------------------------ | ----------------- | --------------------------------------------------------- | ----------------------- |
| 50m vrije slag   | Thom de Boer Kenzo Simons Jesse Puts | 21,59 21,81 22,02 | Marrit Steenbergen Valerie van Roon Kim Busch Tessa Giele | 24,42 24,64 24,68 24,74 |
| 100m vrije slag  |                                      |                   | Marrit Steenbergen                                        | 53,10                   |
| 200m vrije slag  |                                      |                   | Marrit Steenbergen                                        | 1.56,22                 |
| 400m vrije slag  |                                      |                   |                                                           |                         |
| 800m vrije slag  |                                      |                   |                                                           |                         |
| 1500m vrije slag |                                      |                   | Imani de Jong                                             | 16.28,38                |
| 100m rugslag     |                                      |                   | Kira Toussaint Maaike de Waard                            | 59,16 59,65             |
| 200m rugslag     |                                      |                   |                                                           |                         |
| 100m schoolslag  | Arno Kamminga                        | 58,62             | Tes Schouten                                              | 1.05,71                 |
| 200m schoolslag  | Caspar Corbeau Arno Kamminga         | 2.09,13 2.09,47   | Tes Schouten                                              | 2.22,21                 |
| 100m vlinderslag | Nyls Korstanje                       | 51,41             |                                                           |                         |
| 200m vlinderslag |                                      |                   |                                                           |                         |
| 200m wisselslag  |                                      |                   | Marrit Steenbergen                                        | 2.09,16                 |
| 400m wisselslag  | Thomas Jansen                        | 4.17,34           |                                                           |                         |

### Niet-olympische onderdelen
Kwalificatie is uitsluitend mogelijk via de Olympische nummers. De bondscoach zwemmen (senioren) kan besluiten zwemmers na kwalificatie op een olympische onderdeel in te schrijven op niet-olympische onderdelen.
Limieten
| Onderdeel       | Mannen | Vrouwen |
| --------------- | ------ | ------- |
| 50m rugslag     | 25,16  | 28,22   |
| 50m schoolslag  | 27,33  | 31,02   |
| 50m vlinderslag | 23,53  | 26,32   |

Overzicht behaalde WK-limieten
| Onderdeel       | Mannen                                     | Mannen            | Vrouwen                        | Vrouwen     |
| Onderdeel       | Naam                                       | Tijd              | Naam                           | Tijd        |
| --------------- | ------------------------------------------ | ----------------- | ------------------------------ | ----------- |
| 50m rugslag     |                                            |                   | Maaike de Waard Kira Toussaint | 27,54 27,69 |
| 50m schoolslag  | Koen de Groot Caspar Corbeau Arno Kamminga | 27,16 27,26 27,32 |                                |             |
| 50m vlinderslag | Nyls Korstanje                             | 22,88             | Maaike de Waard Kim Busch      | 25,62 26,17 |

¹ Zwemmers van wie de namen schuingedrukt staan hebben geen limiet gezwommen op een olympisch onderdeel.

## WK-kwalificatie 2024
De KNZB stelde onderstaande limieten vast voor deelname aan de wereldkampioenschappen zwemmen 2024 in Doha, Qatar. Drie zwemmmers en vijf zwemsters voldeden tijdens eerdere wedstrijden aan de kwalificatie-eisen. Kwalificatie is uitsluitend mogelijk via de Olympische nummers. De bondscoach zwemmen kan besluiten zwemmers na kwalificatie in te schrijven op niet-olympische onderdelen.
Tijdlijn
| Datum                           | Wedstrijd                                         | Plaats                                  |
| ------------------------------- | ------------------------------------------------- | --------------------------------------- |
| 1-4 december 2022               | Rotterdam Qualification Meet 2022                 | Rotterdam                               |
| 6-9 april 2023                  | Eindhoven Qualification Meet 2023                 | Eindhoven                               |
| 8-11 juni 2023                  | Open Nederlandse kampioenschappen zwemmen 2023    | Amersfoort                              |
| 14-30 juli 2023                 | Wereldkampioenschappen zwemmen 2023               | Fukuoka                                 |
| augustus 2023                   | Europese kampioenschappen zwemmen onder 23 - 2023 | Dublin                                  |
| 30 november-3 december 2023     | Rotterdam Qualification Meet 2023                 | Rotterdam                               |
| 1 december 2022-3 december 2023 | Twee wedstrijden naar keuze per sporter           | Twee wedstrijden naar keuze per sporter |

Limieten
| Onderdeel        | Mannen   | Vrouwen  |
| ---------------- | -------- | -------- |
| 50m vrije slag   | 22,12    | 25,04    |
| 100m vrije slag  | 48,51    | 54,25    |
| 200m vrije slag  | 1.47,06  | 1.58,66  |
| 400m vrije slag  | 3.48,15  | 4.10,57  |
| 800m vrije slag  | 7.53,11  | 8.37,90  |
| 1500m vrije slag | 15.04,64 | 16.29,57 |
| 100m rugslag     | 54,03    | 1.00,59  |
| 200m rugslag     | 1.58,07  | 2.11,08  |
| 100m schoolslag  | 59,75    | 1.07,35  |
| 200m schoolslag  | 2.10,32  | 2.25,91  |
| 100m vlinderslag | 51,96    | 58,33    |
| 200m vlinderslag | 1.56,71  | 2.09,21  |
| 200m wisselslag  | 1.59,76  | 2.12,98  |
| 400m wisselslag  | 4.17,48  | 4.43,06  |

Overzicht behaalde WK-limieten
| Onderdeel        | Mannen                       | Mannen          | Vrouwen                        | Vrouwen     |
| Onderdeel        | Naam                         | Tijd            | Naam                           | Tijd        |
| ---------------- | ---------------------------- | --------------- | ------------------------------ | ----------- |
| 50m vrije slag   | Kenzo Simons Thom de Boer    | 21,81 22,02     | Marrit Steenbergen Kim Busch   | 24,42 24,68 |
| 100m vrije slag  |                              |                 | Marrit Steenbergen             | 53,10       |
| 200m vrije slag  |                              |                 | Marrit Steenbergen             | 1.56,22     |
| 400m vrije slag  |                              |                 |                                |             |
| 800m vrije slag  |                              |                 |                                |             |
| 1500m vrije slag |                              |                 | Imani de Jong                  | 16.28,38    |
| 100m rugslag     |                              |                 | Maaike de Waard Kira Toussaint | 59,65 59,88 |
| 200m rugslag     |                              |                 |                                |             |
| 100m schoolslag  | Arno Kamminga                | 58,90           | Tes Schouten                   | 1.05,71     |
| 200m schoolslag  | Caspar Corbeau Arno Kamminga | 2.09,13 2.09,47 | Tes Schouten                   | 2.22,21     |
| 100m vlinderslag |                              |                 |                                |             |
| 200m vlinderslag |                              |                 |                                |             |
| 200m wisselslag  |                              |                 | Marrit Steenbergen             | 2.09,16     |
| 400m wisselslag  | Thomas Jansen                | 4.17,34         |                                |             |

### Niet-olympische onderdelen
Kwalificatie is uitsluitend mogelijk via de Olympische nummers. De bondscoach zwemmen (senioren) kan besluiten zwemmers na kwalificatie op een olympische onderdeel in te schrijven op niet-olympische onderdelen.
Limieten
| Onderdeel       | Mannen | Vrouwen |
| --------------- | ------ | ------- |
| 50m rugslag     | 25,16  | 28,22   |
| 50m schoolslag  | 27,33  | 31,02   |
| 50m vlinderslag | 23,53  | 26,32   |

Overzicht behaalde WK-limieten
| Onderdeel       | Mannen                                     | Mannen            | Vrouwen                        | Vrouwen     |
| Onderdeel       | Naam                                       | Tijd              | Naam                           | Tijd        |
| --------------- | ------------------------------------------ | ----------------- | ------------------------------ | ----------- |
| 50m rugslag     |                                            |                   | Maaike de Waard Kira Toussaint | 27,94 28,02 |
| 50m schoolslag  | Koen de Groot Caspar Corbeau Arno Kamminga | 27,16 27,26 27,32 |                                |             |
| 50m vlinderslag |                                            |                   | Maaike de Waard Kim Busch      | 25,64 26,26 |

¹ Zwemmers van wie de namen schuingedrukt staan hebben geen limiet gezwommen op een olympisch onderdeel.

## Olympische kwalificatie
NOC*NSF stelde onderstaande limieten vast voor deelname aan de Olympische Zomerspelen van 2024 in Parijs, Frankrijk. Twee zwemmers en twee zwemsters voldeden in een eerder stadium aan de kwalificatie-eisen.
Tijdlijn
| Datum                       | Wedstrijd                               | Plaats                                  |
| --------------------------- | --------------------------------------- | --------------------------------------- |
| 6-9 april 2023              | Eindhoven Qualification Meet 2023       | Eindhoven                               |
| 14-30 juli 2023             | Wereldkampioenschappen zwemmen 2023     | Fukuoka                                 |
| 30 november-3 december 2023 | Rotterdam Qualification Meet 2023       | Rotterdam                               |
| 2-18 februari 2024          | Wereldkampioenschappen zwemmen 2024     | Doha                                    |
| 4-7 april 2024              | Eindhoven Qualification Meet 2024       | Eindhoven                               |
| 1 maart 2023-23 juni 2024   | Twee wedstrijden naar keuze per sporter | Twee wedstrijden naar keuze per sporter |

Limieten
| Onderdeel        | Mannen   | Vrouwen  |
| ---------------- | -------- | -------- |
| 50m vrije slag   | 21,96    | 24,70    |
| 100m vrije slag  | 48,34    | 53,61    |
| 200m vrije slag  | 1.46,26  | 1.57,26  |
| 400m vrije slag  | 3.46,78  | 4.07,90  |
| 800m vrije slag  | 7.51,65  | 8.26,71  |
| 1500m vrije slag | 15.00,99 | 16.09,09 |
| 100m rugslag     | 53,74    | 59,99    |
| 200m rugslag     | 1.57,50  | 2.10,39  |
| 100m schoolslag  | 59,49    | 1.06,79  |
| 200m schoolslag  | 2.09,68  | 2.23,91  |
| 100m vlinderslag | 51,67    | 57,92    |
| 200m vlinderslag | 1.55,78  | 2.08,43  |
| 200m wisselslag  | 1.57,94  | 2.11,47  |
| 400m wisselslag  | 4.12,50  | 4.38,53  |

Overzicht behaalde Olympische limieten
| Onderdeel        | Mannen        | Mannen  | Vrouwen                        | Vrouwen     |
| Onderdeel        | Naam          | Tijd    | Naam                           | Tijd        |
| ---------------- | ------------- | ------- | ------------------------------ | ----------- |
| 50m vrije slag   | Kenzo Simons  | 21,81   | Marrit Steenbergen Kim Busch   | 24,42 24,68 |
| 100m vrije slag  |               |         | Marrit Steenbergen             | 53,10       |
| 200m vrije slag  |               |         | Marrit Steenbergen             | 1.56,22     |
| 400m vrije slag  |               |         |                                |             |
| 800m vrije slag  |               |         |                                |             |
| 1500m vrije slag |               |         |                                |             |
| 100m rugslag     |               |         | Maaike de Waard Kira Toussaint | 59,65 59,88 |
| 200m rugslag     |               |         |                                |             |
| 100m schoolslag  |               |         | Tes Schouten                   | 1.05,71     |
| 200m schoolslag  | Arno Kamminga | 2.09,47 | Tes Schouten                   | 2.22,21     |
| 100m vlinderslag |               |         |                                |             |
| 200m vlinderslag |               |         |                                |             |
| 200m wisselslag  |               |         | Marrit Steenbergen             | 2.09,16     |
| 400m wisselslag  |               |         |                                |             |

## Nederlandse records
| Datum   | Onderdeel           | Nieuwe recordhouder | Tijd    | Oude recordhouder    | Tijd    | Datum         |
| ------- | ------------------- | ------------------- | ------- | -------------------- | ------- | ------------- |
| 7 april | 200m schoolslag (v) | Tes Schouten        | 2.22,21 | Tes Schouten         | 2.23,28 | 18 maart 2023 |
| 7 april | 400m wisselslag (v) | Marrit Steenbergen  | 4.44,28 | Wendy van der Zanden | 4.44,73 | 16 mei 2016   |
| 8 april | 200m wisselslag (v) | Marrit Steenbergen  | 2.09,99 | Femke Heemskerk      | 2.10,21 | 10 april 2014 |
| 8 april | 200m wisselslag (v) | Marrit Steenbergen  | 2.09,16 | Marrit Steenbergen   | 2.09,99 | 8 april 2023  |
| 9 april | 100m schoolslag (v) | Tes Schouten        | 1.05,71 | Tes Schouten         | 1.05,92 | 19 maart 2023 |

## Medailles

### Legenda
- WR = Wereldrecord
- ER = Europees record
- NR = Nederlands record
- (Qwk) = Voldaan aan de WK-limiet
- (Qos) = Voldaan aan de OS-limiet

### Mannen
| Onderdeel   | Goud                        | Goud             | Zilver                           | Zilver   | Brons                           | Brons    |
| ----------- | --------------------------- | ---------------- | -------------------------------- | -------- | ------------------------------- | -------- |
| Vrije slag  |                             |                  |                                  |          |                                 |          |
| 50 m        | Kenzo Simons Nederland      | 21,81 (Qos, Qwk) | Renzo Tjon-A-Joe Suriname        | 21,88    | Thom de Boer Nederland          | 22,15    |
| 100 m       | Sean Niewold Nederland      | 49,24            | Renzo Tjon-A-Joe Suriname        | 49,46    | Tim Hoogerwerf Nederland        | 49,98    |
| 200 m       | Sean Niewold Nederland      | 1.49,36          | Ben Schwietert Nederland         | 1.49,45  | Jarno Bäschnitt Duitsland       | 1.49,68  |
| 400 m       | Sven Schwarz Duitsland      | 3.47,57          | Ondřej Gemov Tsjechië            | 3.51,65  | Silas Beth Duitsland            | 3.56,45  |
| 800 m       | Levin Peschlow Duitsland    | 8.12,66          | Moritz Bockes Duitsland          | 8.13,00  | Noah Lerch Duitsland            | 8.14,98  |
| 1500 m      | Sven Schwarz Duitsland      | 14.56,08         | Levin Peschlow Duitsland         | 15.33,69 | Moritz Bockes Duitsland         | 15.36,17 |
| Rugslag     |                             |                  |                                  |          |                                 |          |
| 50 m        | Tomáš Franta Tsjechië       | 24,93            | Cornelius Jahn Duitsland         | 24,99    | Jan Čejka Tsjechië              | 25,43    |
| 100 m       | Cornelius Jahn Duitsland    | 54,41            | Bernhard Reitshammer Oostenrijk  | 54,76    | Tomáš Franta Tsjechië           | 54,79    |
| 200 m       | Jan Čejka Tsjechië          | 1.58,65          | Cornelius Jahn Duitsland         | 1.59,70  | Niels Dijkshoorn Nederland      | 2.01,73  |
| Schoolslag  |                             |                  |                                  |          |                                 |          |
| 50 m        | Koen de Groot Nederland     | 27,16            | Arno Kamminga Nederland          | 27,37    | Bernhard Reitshammer Oostenrijk | 27,72    |
| 100 m       | Arno Kamminga Nederland     | 59,68 (Qwk)      | Bernhard Reitshammer Oostenrijk  | 1.00,31  | Koen de Groot Nederland         | 1.01,05  |
| 200 m       | Arno Kamminga Nederland     | 2.10,91          | Christopher Rothbauer Oostenrijk | 2.11,89  | Ivo Kroes Nederland             | 2.12,23  |
| Vlinderslag |                             |                  |                                  |          |                                 |          |
| 50 m        | Daniel Gracik Tsjechië      | 23,52            | Jan Šefl Tsjechië                | 23,75    | Simon Bucher Oostenrijk         | 23,76    |
| 100 m       | Daniel Gracik Tsjechië      | 52,58            | Simon Bucher Oostenrijk          | 52,65    | Tobias Schulrath Duitsland      | 52,68    |
| 200 m       | Ondřej Gemov Tsjechië       | 1.57,64          | Thomas Jansen Nederland          | 1.59,19  | Sebastian Lunak Tsjechië        | 2.00,36  |
| Wisselslag  |                             |                  |                                  |          |                                 |          |
| 200 m       | Gabriel Jose Lopes Portugal | 1.59,71          | Thomas Jansen Nederland          | 2.01,97  | Richárd Nagy Slowakije          | 2.03,57  |
| 400 m       | Thomas Jansen Nederland     | 4.17,34          | Richárd Nagy Slowakije           | 4.17,67  | Michal Judickij Tsjechië        | 4.19,51  |

### Vrouwen
| Onderdeel   | Goud                              | Goud                   | Zilver                         | Zilver           | Brons                              | Brons    |
| ----------- | --------------------------------- | ---------------------- | ------------------------------ | ---------------- | ---------------------------------- | -------- |
| Vrije slag  |                                   |                        |                                |                  |                                    |          |
| 50 m        | Marrit Steenbergen Nederland      | 24,42 (Qos, Qwk)       | Kim Busch Nederland            | 24,85 (Qwk)      | Jessica Felsner Duitsland          | 24,95    |
| 100 m       | Marrit Steenbergen Nederland      | 53,10 (Qos, Qwk)       | Kim Busch Nederland            | 54,33            | Kayla Sanchez Filipijnen           | 54,77    |
| 200 m       | Marrit Steenbergen Nederland      | 1.56,22 (Qos, Qwk)     | Imani de Jong Nederland        | 1.58,85          | Silke Holkenborg Nederland         | 1.59,02  |
| 400 m       | Francisca Soares Martins Portugal | 4.11,10                | Imani de Jong Nederland        | 4.13,38          | Janna van Kooten Nederland         | 4.15,10  |
| 800 m       | Jeanette Spiwoks Duitsland        | 8.44,44                | Serena Stel Nederland          | 8.45,59          | Marte Hieke van der Kamp Nederland | 8.57,15  |
| 1500 m      | Jeanette Spiwoks Duitsland        | 16.20,99               | Imani de Jong Nederland        | 16.39,92         | Serena Stel Nederland              | 16.43,90 |
| Rugslag     |                                   |                        |                                |                  |                                    |          |
| 50 m        | Kira Toussaint Nederland          | 28,02                  | Lieke Oude Lenferink Nederland | 28,81            | Barbora Janíčková Tsjechië         | 28,86    |
| 100 m       | Maaike de Waard Nederland         | 59,65 (Qos, Qwk)       | Kira Toussaint Nederland       | 59,88 (Qos, Qwk) | Lotte Hosper Nederland             | 1.01,63  |
| 200 m       | Lotte Hosper Nederland            | 2.14,92                | Yke Groener Nederland          | 2.18,21          | Carolina Cermelli Panama           | 2.18,69  |
| Schoolslag  |                                   |                        |                                |                  |                                    |          |
| 50 m        | Anne Palmans Nederland            | 31,43                  | Julia Titze Duitsland          | 31,63            | Jenjira Srisa-Ard Thailand         | 31,74    |
| 100 m       | Tes Schouten Nederland            | 1.05,96 (Qos, Qwk)     | Kristýna Horská Tsjechië       | 1.09,01          | Madelijne Schothans Nederland      | 1.09,22  |
| 200 m       | Tes Schouten Nederland            | 2.22,21 (NR, Qos, Qwk) | Kristýna Horská Tsjechië       | 2.26,52          | Nikoleta Trníková Slowakije        | 2.30,04  |
| Vlinderslag |                                   |                        |                                |                  |                                    |          |
| 50 m        | Maaike de Waard Nederland         | 25,96                  | Kinge Zandringa Nederland      | 26,78            | Jenjira Srisa-Ard Thailand         | 26,92    |
| 100 m       | Maaike de Waard Nederland         | 58,48                  | Kim Busch Nederland            | 58,61            | Femke Spiering Nederland           | 59,33    |
| 200 m       | Ana Catarina Monteiro Portugal    | 2.11,35                | Femke Spiering Nederland       | 2.12,03          | Ines Jacinto Henriques Portugal    | 2.13,63  |
| Wisselslag  |                                   |                        |                                |                  |                                    |          |
| 200 m       | Marrit Steenbergen Nederland      | 2.09,16 (NR, Qos, Qwk) | Kathrin Demler Duitsland       | 2.15,44          | Kristýna Horská Tsjechië           | 2.16,00  |
| 400 m       | Lotte Hosper Nederland            | 4.52,89                | Djanilla Brink Nederland       | 4.55,59          | Megan Jonkman Nederland            | 5.03,92  |